# 丹生谷貴志
丹生谷 貴志（にぶや たかし、1954年 - ）は、日本の文芸評論家、神戸市外国語大学教授。美学、表象論などを専攻。

## 来歴
東京都出身。東京芸術大学美術学部芸術学科卒業。同大大学院美術研究科西洋美術史修了。神戸市外国語大学外国語学部助教授をへて教授。比較文化論を教えている。
「…」を多用した独特の文体を特徴とし、分析とも感想ともつかない繊細な書き方をする。
ジル・ドゥルーズ、フーコー、バルトに大いに親しみ、映画もクリント・イーストウッドをはじめ、大いに愛好する。その愛好ぶりは『ドゥルーズ・映画・フーコー』に詳しい。
栗本慎一郎自由大学に参加したことがある。

## 著作
- 『光の国 あるいはvoyage en vain』（朝日出版社） 1984
- 『天使と増殖 Ding an sich』（朝日出版社、週刊本） 1985
- 『砂漠の小舟』（筑摩書房、水星文庫） 1987
- 『死体は窓から投げ捨てよ』（河出書房新社） 1996
- 『ドゥルーズ・映画・フーコー』（青土社） 1996
- 『死者の挨拶で夜がはじまる』（河出書房新社） 1999
- 『天皇と倒錯 現代文学と共同体』（青土社） 1999
- 『女と男と帝国 グローバリゼーション下の哲学・芸術』（青土社） 2000
- 『家事と城砦』（河出書房新社） 2001
- 『三島由紀夫とフーコー〈不在〉の思考』（青土社） 2004
- 『〈真理〉への勇気　現代作家たちの闘いの轟き』（青土社） 2011

### 共著
- 『吉田健一頌』（四方田犬彦,松浦寿輝,柳瀬尚紀らと共著、書肆風の薔薇） 1990年、のち新版 2003

### 翻訳
- 『原子と分身』（ジル・ドゥルーズ、原田佳彦共訳、哲学書房） 1986
- 『自由の新たな空間 闘争機械』（ フェリックス・ガタリ,アントニオ・ネグリ、朝日出版社） 1986
- 『イタリア絵画史』（ロベルト・ロンギ（it:Roberto Longhi）、和田忠彦,柱本元彦共訳、筑摩書房） 1997、のちちくま学芸文庫 2020
- 『映画を見に行く普通の男 映画の夜と戦争』（ジャン・ルイ・シェフェール、現代思潮新社） 2012